# Tayichiud

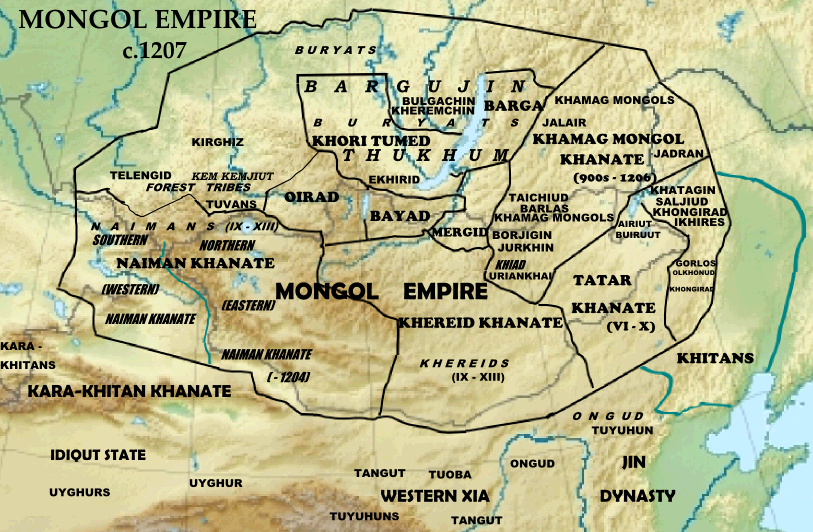
Impero mongolo c.1207, i Tayichiud e i loro vicini

I Tayichiud, detti anche Tai-giuti o Taichiti (alfabeto cirillico mongolo: Тайчууд, Taichuud), furono una delle tre principali tribù della confederazione  Khamag Mongol in Mongolia durante il XII secolo.

## Storia
I Tayichiud vivevano nel sud del territorio della Transbajkalia e nella provincia mongola del Dornod. Nonostante i Khiyad-Borjigin e i Tayichiud fossero imparentati avendo una discendenza comune da Bondodjar Mong, all'epoca erano rivali per la conquista del Khamag Mongol. Sebbene Kabul Khan dei Borjigin avesse sette figli, designò Ambaghai, figlio di Sengum Bilge dei Tayichiud, come suo successore. Così Ambaghai Khan divenne il secondo Khan dei Khamag Mongol. Al governo dei mongoli si alternarono membri delle tribù Borjigin e Tayichiud, fino a quando, alla morte di Yesugei dei Borjigin, quarto Khan dei Mongoli e padre di Gengis Khan, nato Temujin. Taigutei, dei Tayichiud, usurpò allora il comando ed esiliò Temujin stesso e la sua famiglia, formata dalla madre Hoelun, dai suoi altri quattro figli, dalla seconda moglie di Yesugei e dai due figli di quest'ultima. Anni dopo, i Tayichiud avrebbero catturato e preso prigioniero Temujin, il quale però sarebbe riuscito a scappare. Tempo dopo, Temujin si alleò con Toghrul, Khan dei Kereiti, e poco dopo, a seguito della distruzione del Tatari, i due eserciti combinati attaccarono e sconfissero i Tayichiud, e nella battaglia cadde lo stesso Taigutei.
I Tayichiud erano rivali dei Naiman e di diverse altre tribù. Ne La Storia Segreta dei Mongoli, erano considerati nemici acerrimi di Gengis Khan. Come alleati dei Jadirat di Djamuka e dei Kereiti, lo avrebbero poi sconfitto aspramente, ma non in maniera decisiva.
Nonostante il clan Tayichiud fu distrutto da Gengis, i suoi discendenti che gli si arresero ottennero prestigio in parte dell'impero mongolo. Jebe (nato Jurgaadai), che aveva dato il colpo di grazia ai Jurchen durante la conquista mongola della dinastia Jin, nel 1219, e sconfitto i Kypchak ed i loro alleati europei nella battaglia di Kalka nel 1223, era del clan Besud dei Tayichiud. Baiju, il comandante dei Tammachi in Persia, era anche lui appartenente al clan Besud del Tayichiud. Chilaun, uno dei quattro compagni di Gengis Khan, era dei Suldus, un sotto-clan dei Tayichiud. Il suo discendente Chupan raggiunse l'apice della sua carriera durante il regno dell'Ilkhan Abu Sa'id ed ebbe il titolo di comandante in capo di tutte le forze dei kanati mongoli da parte della corte della dinastia Yuan nel 1327. Nel Khanato Chagatai, un altro aristocratico, Buyan Suldus, rovesciò il Qara'unas in Transoxiana nel 1359, ma venne poi giustiziato dal Kan del Chagatai, Tughluq Temur, nel 1362.
Persone che portano il cognome Tayichiud o Taichiud sono presenti al giorno d'oggi in Mongolia e Kalmykia.